# 伯顏 (蔑兒乞部)
伯顏（1280年—1340年），是中國元朝后期的軍事和政治人物，蒙古蔑兒乞部人。曾權傾一時，後被元順帝治罪。

## 生平
伯顏的祖父曾隨元憲宗蒙哥伐南宋，父親谨只儿是隆福太后宮中宿衛的統領。伯顏的出生年份没有记载。元成宗時，十五岁的伯顏被派為元武宗的侍從，1299年參與对海都汗的討伐，1306年，讨降斡罗思、失班，屡立战功。1307年，因功元武宗賜與伯顏「拔都兒」的稱號。元武宗即位後，任吏部尚書、御史中丞等高官。至大二年（1309年），任尚书平章政事，领右卫阿速亲军都指挥使司达鲁花赤。元仁宗延祐三年（1316年)，为武宗之子周王和世㻋府常待。在地方上历任江南行台御史大夫、江浙、江西、河南等行省平章政事。致和元年（1328年）泰定帝去世，權臣燕鐵木兒欲從江陵迎立武宗次子懷王（即元文宗）；伯顏時任河南行省平章政事，全力支持並護送懷王北行。文宗即位後，屢昇官职，以功历任御史大夫、中书左丞相、知枢密院事，封浚宁王。至顺三年（1332年），奉太后命迎立元宁宗懿磷质班。次年，又奉元顺帝妥欢帖睦尔即位，任至中書右丞相，进封秦王，总领蒙古、钦察、斡罗思卫亲军都指挥使。
元惠宗元统三年（1335年），中书左丞相、燕鐵木兒之子唐其勢、塔剌海兩人涉嫌謀反，伯顏以谋逆罪将其二人奏诛；毒杀皇后伯牙吾氏，赐号“答刺罕”。伯顏得以逐漸獨攬軍政大權，大量引用親信為高官，包括其姪子脫脫，甚至派脱脱监视元顺帝。至元五年（1339年），进为大丞相。把持朝政，变乱成法，构陷异己，诛及无辜，擅杀郯王彻彻秃，贬黜宣让王帖木儿不花、威顺王宽彻普化。而元順帝则对伯顏的作法越来越不滿，便聯合实际上亦对伯顏有所不满的脫脫策畫反制，於至元六年（1340年）發動行動，脱脱乘其出猎之机，奉旨将其罢黜。將伯顏治罪降官至河南，同年再降至廣東南恩州阳春县，後死於途中龙兴路驿舍。

## 轶事
伯顏掌權期间排斥漢族以及漢化，停辦科舉。为防止南人造反，禁止江南农家用铁禾钗。对漢人和南人祈神赛社、习学枪棒武术以至演唱戏剧等都横加禁止，以防他们聚众闹事。甚至曾提出殺光張、王、劉、李、趙五姓漢族民眾的想法。《元史·順帝紀》載：「伯顏請殺張、王、劉、李、趙五姓漢人，帝不從。」
《清稗類鈔》載元人弔丞相云：「百千萬貫猶嫌少，堆積黃金北斗邊。可惜太師無腳費，不能搬運到黃泉。」

## 延伸阅读
[在维基数据编辑]
 《元史·卷138》，出自宋濂《元史》
 《新元史/卷224》，出自柯劭忞《新元史》